# Los Palacios y Villafranca
Los Palacios y Villafranca és una localitat i municipi de la província de Sevilla. L'any 2006 tenia 35.225 habitants. La seva extensió superficial és de 114 km² i té una densitat de 368,42 hab/km². Es troba a una altitud de 8 metres i a 22 quilòmetres de la capital de la província, Sevilla. El municipi de Los Palacios s'anomenà Al-Mudeyne (que significa "el castell") durant el període d'ocupació musulmana, així com Villafranca rebé el nom d'Anevel. El 1836, els dos municipis acabaren signant el pacte d'unió que s'ha mantingut fins als nostres dies, gràcies -principalment- a l'església que han compartit ambdues poblacions des de gairebé sempre, la de Santa María la Blanca, tot i que estaven separats per l'anomenat Arroyo de la Raya. Després de la unió, el poble s'anomenà Villafranca y Los Palacios, denominació que es mantingué fins al desembre de 1986, en què no es va fer sinó canviar l'ordre dels noms en un ple de l'Ajuntament, amb la qual cosa passà a anomenar-se Los Palacios y Villafranca, que és com s'anomena la localitat avui dia.

## Història
El poble neix com a resultat de la unió de dos petits pobles anomenats Los Palacios i Villafranca de la Marisma. El primer restà sota domini de Don Rodrigo Ponce de León i el segon fou villa, que obtingué la categoria de franca al segle xvi.
Los Palacios y Villafranca és un municipi amb importants perspectives de futur, tot i que la base de la seva economia continua sent el sector primari (principalment, agricultura i ramaderia).
Els cultius més productius són el vinícola, l'hortofructícola i, sobretot, el cotó conreat al poble i a la pedania d'El Trobal (que, juntament amb Maribáñez i Chapatales, forma el nucli del poble), el qual és de reconeguda fama.
En l'àmbit de la ramaderia, cal destacar-ne la gran quantitat de cavalls, que fa justícia d'alguna manera al sobrenom que va rebre la localitat, de "doma vaquera".
En perspectives generals, el poble confia a fer augmentar la importància del sector de serveis, sense descuidar la indústria, que disposa de tres polígons al poble, anomenats El Muro, El Pradillo i Santa Lucía, i els pròxims que es crearan a les pedanies de Maribáñez i El Trobal.

## Llocs d'interès
A continuació, es mostren alguns elements del patrimoni cultural i artístic del municipi de Los Palacios y Villafranca:
- L'església de Santa María la Blanca, amb una torre molt característica i una cúpula en forma de mitja taronja, situada al punt més alt del terreny.
- Ajuntament: establert el 1986 a la Plaça d'Andalusia del poble; alberga molts dels departaments des d'on es controla el poder municipal. L'alcalde n'és Antonio Maestre Acosta.
- Capella de los Servitas, on hi ha les imatges del Santísimo Cristo de la Misericordia i Nuestra Señora de la Soledad.
- Capella de la Almazara, de recent construcció; hi ha la imatge de la "borriquita", és a dir, l'entrada a Jerusalem de Jesús, i la imatge de Nuestra Señora de los Ángeles, que des del 1994 comparteix el Diumenge de Rams de la localitat.
- Capella de San Sebastián. Fou l'única que tingué Villafranca durant molts segles. Conté les imatges de sant Sebastià, patró de la vila, Cristo de la Vera Cruz, Nuestro Padre Jesús Cautivo i Nuestra Señora de los Remedios.
- Plaza de Abastos. Situada a la plaça d'Espanya, és el centre important del poble. S'hi pot trobar una gran varietat d'establiments, a més de la resta de la plaça, d'interès general.

També hi ha altres espais d'interès històric que només es poden conèixer fent un tomb pel poble.

## Festes d'interès
D'entre les festivitats més populars del municipi, n'hi ha les dedicades als patrons de la localitat: sant Sebastià, el 30 de gener i Nuestra Señora de las Nieves, el 5 d'agost. Anteriorment, la festa major solia celebrar-se la primera quinzena d'agost, però a partir del 2005 la festivitat es traslladà a la darrera setmana del mes i a principis de setembre. No menys important és la romeria en honor de sant Isidre, el diumenge al voltant del 15 de maig, i les fires ramaderes i de la tapa que se celebren a l'abril.
Una menció especial mereixen la Setmana Santa, que se celebra el Diumenge de Rams, Dimarts Sant, Dijous Sant i Divendres Sant, i el Nadal, que és amenitzat per les nadales cantades per diversos grups musicals, anomenats a la vila campanilleros.

## Transport
Per arribar a Los Palacios y Villafranca, partint de la ciutat de Sevilla, a 25 quilòmetres de la vila, s'ha d'agafar la nacional IV, o bé la variant de l'AP-4. Si es vol arribar mitjançant transport públic, es pot prendre la línia M134 de la companyia "Los Amarillos", el punt de partida del qual és l'avinguda de Portugal, prop de la universitat de Sevilla. En un període breu de temps, es podria crear una línia de tren a la localitat. Si es desitja arribar a Los Palacios y Villafranca des d'una altra localitat de la província, cal agafar la N-IV, passant prèviament per la localitat de Dos Hermanas. Caldrà seguir el mateix itinerari si el punt de partida és Cadis.